# Ecuador en los Juegos Olímpicos de Pyeongchang 2018
La representación de Ecuador participó en los Juegos Olímpicos de Pyeongchang 2018. Es la primera presentación en unos Juegos Olímpicos de Invierno. El responsable del equipo olímpico es el Comité Olímpico Ecuatoriano, así como las federaciones deportivas nacionales de cada deporte con participación; El portador de la bandera en la ceremonia de apertura fue el esquiador de fondo. Klaus Jungbluth. Ecuador no obtuvo medallas en estos juegos.

## Deportes
Estos son los deportes en los que participó Ecuador:
| Deporte              | Hombres | Mujeres | Total |
| -------------------- | ------- | ------- | ----- |
| Cross-country skiing | 1       | 0       | 1     |
| Total                | 1       | 0       | 1     |

## Atletas

### Esquí

#### Esquí de Fondo
Ecuador envió a solo un participante en esta edición de Juegos Olímpicos de Invierno, el deportista Klaus Jungbluth Rodríguez, el cual recibió la ayuda para crear la Federación Ecuatoriana de Esquí en 2016, para poder competir por el país a nivel internacional, aunque Jungbluth Rodríguez vive y entrena en la ciudad de Mountain Creek, Queensland, en Australia.

## Clasificación
| Atleta          | Evento                                           | Final   | Final      | Final    |
| Atleta          | Evento                                           | Tiempo  | Diferencia | Posición |
| --------------- | ------------------------------------------------ | ------- | ---------- | -------- |
| Klaus Jungbluth | Esquí de fondo15 km Libre Masculino16 de febrero | 53:30,1 | +19:46,2   | 112      |